# Karl Siegmund von Seckendorff

Karl Siegmund von Seckendorff

Karl Siegmund von Seckendorff (* 26. November 1744 in Erlangen; † 26. April 1785 in Ansbach) war ein deutscher Dichter, Schauspieler, Komponist, Regisseur und Sänger.

## Herkunft
Zu den Vorfahren väterlicherseits von Karl Siegmund (auch Sigmund Karl) Reichsfreiherrn von Seckendorff-Aberdar:
- Der Vater war Wilhelm Johann Friedrich Reichsfreiherr von Seckendorff-Aberdar, auf Markt Sugenheim, Unternzenn usw. (1708–1770); Kaiserlicher Wirklicher Geheimer Rat, Brandenburg-Kulmbach-Bayreuthischer Minister, Ritterhauptmann des Kantons Steigerwald.
- Der Großvater war Christoph Friedrich Reichsfreiherr von Seckendorff-Aberdar (1679–1759), auf Markt Sugenheim, Unternzenn; Brandenburg-Ansbachischer Minister.
- Der Urgroßvater war Christoph Sigmund Reichsfreiherr von Seckendorff-Aberdar (1629–1710), auf Markt Sugenheim, Obern- und Unternzenn usw.; Kaiserlicher Wirklicher Rat, Ritterhauptmann des Kantons Altmühl.
- Der Ururgroßvater war Georg Albrecht Reichsfreiherr von Seckendorr-Aberdar (1594–1632), auf Markt Sugenheim, Obern- und Unternzenn usw.

## Leben
Karl Siegmund von Seckendorff-Aberdar ging 1759 in österreichische Dienste und verblieb dort bis zum Ende des Siebenjährigen Krieges 1763. Er wechselte dann als Hauptmann in die königlich sardinische Armee, wo er bis zum Oberstleutnant aufstieg, ehe er die Armee aus gesundheitlichen Gründen verließ und in sachsen-weimarische Dienste trat.
Seckendorff besaß – möglicherweise aufgrund des Besuchs der Bayreuther Akademie der Künste – Kenntnisse in der Harmonielehre und Komposition sowie im Klavier-, Violin- und Violoncellospiel. Carl August von Sachsen-Weimar ernannte ihn daher 1775 zum Kammerherrn und "Directeur des plaisirs".
In Weimar gehörte S. zur Gesellschaft der Herzogin Amalia. Dort traf er auf den Kreis um Goethe, der zur gleichen Zeit nach Weimar kam. Mit seinem Talent für Dichtkunst und Musik, ausgestattet mit reicher Lebenserfahrung und einer vielseitigen Bildung, konnte er seinen eigenen Beitrag leisten. So schrieb er für den Teutschen Merkur, lieferte Übersetzungen und veröffentlichte 1779 eine Oper: „Superba“; im gleichen Jahr heiratete er Sophie von Kalb.
1784 wechselte er in preußische Dienst und wurde bevollmächtigter Minister und preußischer Gesandter beim fränkischen Reichskreis mit Sitz in Ansbach. Dort starb er, noch vor Antritt seines Amtes, am 26. April 1785 an Lungentuberkulose.
Seine Frau Sophie, geb. von Kalb, unternahm nach seinem Tod in den Jahren 1788/89 mit Johann Gottfried Herder und Johann Friedrich Hugo von Dalberg eine Bildungsreise nach Italien.

## Werke
- Superba, Singspiel (Weim. 1779)
- Das Rad des Schicksals oder die Geschichte Tchoan-gsees (Dessau und Leipzig 1783) (Digitalisat)
- Kalliste, Trauerspiel (das. 1783)

Er gab auch drei Sammlungen von Volks- und anderen Liedern (Weimar 1779 bis 1782) heraus.